# 最终幻想VII：第一战士
《最终幻想VII：第一战士》是一款免费游玩的大逃杀游戏，于2021年11月17日同时在Android和iOS平台上发布。该游戏由史克威尔艾尼克斯发行，并由该公司团队与Ateam Inc.联合开发。《第一战士》是《最终幻想VII》补完计划的一部分，该作品计划是1997年发布的原版游戏《最终幻想VII》衍生作品的集合。本作游戏背景设定在《最终幻想VII》事件的18年前，故事发生在米德加的世界，玩家在游戏中扮演神羅战士候选人进行一场生存模拟战。由于未能提供预期的体验，史克威尔艾尼克斯于2023年1月关闭了游戏的服务器。

## 游戏玩法
作为《最终幻想VII》补完计划的一部分，《最终幻想VII：第一战士》是一款大逃杀类手机游戏。在游戏中玩家扮演一名神羅战士候选人，互相间进行生存模拟战。该游戏中的每场比赛最多允许75名玩家同时参加。游戏的玩法融合了大逃杀风格和1997年原版游戏《最终幻想VII》中的元素，包括可骑乘的陆行鸟、魔法、莫古利和魔晶石。玩家可以自定义自己的角色，并使用八种不同的战斗风格（也称为职业）。这八种风格分别是魔术师、机械师、龙骑士、战士、魔法师、忍者、僧侣和游侠。

## 开发和发行
《最终幻想 VII：第一战士》与另一款游戏《最终幻想VII：永恒危机》一同于2021年2月发布。史克威尔艾尼克斯与Ateam Inc.以及其他公司合作开发了这款游戏，而游戏的发行则由史克威尔艾尼克斯负责进行。据开发总监野村哲也的介绍，史克威尔艾尼克斯希望通过这款大逃杀游戏吸引那些不喜欢JRPG类型游戏的玩家对《最终幻想VII》系列的关注。游戏中的音乐由岛翔太郎和古川亮共同创作。
2021年6月1日到7日，美国和加拿大的部分地区进行了该游戏的封闭测试；希望参与测试的Android用户可以在5月27日前在Google Play上进行注册。由于测试仅针对Android设备（要求版本不低于7.1并有3GB可用内存），iOS用户无法参与。作为营销活动的一部分，史克威尔艾尼克斯在10月1日的东京游戏展上发布了游戏预告片，展示了游戏内的场景和不同职业角色的玩法。10月27日，史克威尔艾尼克斯和Ateam Entertainment开放了《第一战士》的预注册。11月15日，官方发布了游戏的第二个预告片。根据史克威尔艾尼克斯的代表表示，在《最终幻想》系列手游正式发布的前一天，已有超过200万用户注册。

### 发行
《最终幻想 VII：第一战士》于2021年11月17日在iOS和Android应用商店同时发布。11月19日，史克威尔艾尼克斯公司在其Twitter账户上宣布《第一战士》下载量已超过一百万。作为答谢，开发者向玩家发送了三个Shinra Pack开包券和一些陆行鸟饲料，并在游戏中新增了适用于PC和智能手机的新壁纸。11月29日，开发者在游戏中添加了“模仿魔晶石”，使玩家能够将其角色变成幽灵。到12月，下载量超过了200万；为庆祝这一里程碑，玩家只需要连续7天每日登录游戏就可以获得奖励道具，并且可以完成特殊任务以获得Shinra Pack券。到1月10日，游戏进行了“团队比赛支持活动”，根据活动规则参与超过7777场团队比赛的玩家将获得两套陆行鸟饲料。与此同时，《第一战士》还展开了“战士候选者支持活动”：在完成20000场普通和排位比赛后，玩家将获得Shinra Pack券。
2022年2月1日，史克威尔艾尼克斯通过预告片推出了游戏第二个季票更新《Dominate The Sky》，该更新从2月28日持续到6月2日。同月，史克威尔艾尼克斯在游戏中添加了《最终幻想VII》原版游戏中的多边形角色皮肤，以及一些临时怪物，击败这些怪物后玩家可以获得特殊奖励和数据碎片，用于解锁专属皮肤。5月23日，史克威尔艾尼克斯发布了第三个季票更新《Highway Star》的预告片，该更新于6月2日发布。

### 闭服
2022年秋，史克威尔艾尼克斯开始着手关闭《第一战士》的游戏服务，主要原因是这款游戏未能实现预期的游戏体验。游戏最终持续运营至2023年1月11日。

## 主流评价
2022年1月，《第一战士》的游戏官网进行了一项调查，结果显示，45%的用户给《第一战士》评分为8分（满分10分），23.21%的用户给7分，10.83%给出6分，10.93%只给了5分的评价。
根据评论聚合网站Metacritic的数据，评论家对这款游戏的评价是“褒贬不一或一般”。GameSpot的Phil Hornshaw将游戏的界面设计称之为“主要对手”，因为游戏屏幕上各种各样的控制和信息遮挡了游戏的视野，尤其是与其他大逃杀游戏如《堡垒之夜》和《绝地求生》等移动端同类游戏相比。他认为这很遗憾，因为他觉得游戏本身是对这一类型的有力尝试，特别是从《最终幻想VII》中借用的元素如魔晶石则为游戏增加了更多的深度。Kotaku则指出本作在近战和远程战斗之间的不平衡：“无论你在近战中有多么熟练，几乎没有机会对抗武器。”尽管如此，评论者称《第一战士》的战斗“有趣”，但对本作只能在小屏幕设备上游玩表示遗憾。